# Lissochlora ronaldi
Lissochlora ronaldi är en fjärilsart som beskrevs av Linda M. Pitkin 1993. Lissochlora ronaldi ingår i släktet Lissochlora och familjen mätare. Inga underarter finns listade i Catalogue of Life.